# Campeonato Mundial de Biatlón de 1985
El XXII Campeonato Mundial de Biatlón se celebró en la localidad de Ruhpolding (RFA) entre el 14 y el 17 de febrero de 1985 bajo la organización de la Unión Internacional de Biatlón (IBU) y la Federación Alemana de Biatlón. El mismo año se celebró el II Campeonato Mundial de Biatlón Femenino en la localidad de Egg am Etzel (Suiza) entre el 21 y el 24 de febrero.

## Resultados

### Masculino
| Evento                     | Oro                                                                           | Plata                                                                       | Bronce                                                                         |
| -------------------------- | ----------------------------------------------------------------------------- | --------------------------------------------------------------------------- | ------------------------------------------------------------------------------ |
| 10 km velocidad (16.02)    | Frank-Peter Roetsch RDA 30:25,2                                               | Eirik Kvalfoss · Noruega · 31:16,1                                          | Johann Passler · Italia · 31:33,7                                              |
| 20 km individual (14.02)   | Yuri Kashkarov URSS 57:50,3                                                   | Frank-Peter Roetsch RDA 59:18,6                                             | Tapio Piipponen · Finlandia · 59:45,0                                          |
| Relevos 4 × 7,5 km (17.02) | URSS Yuri Kashkarov Algimantas Šalna Serguei Bulyguin Andrei Zenkov 1:33:12,7 | RDA Frank-Peter Roetsch Matthias Jacob Ralf Göthel André Sehmisch 1:34:57,5 | RFA Peter Angerer Walter Pichler Fritz Fischer Herbert Fritzenwenger 1:35:44,9 |

### Femenino
| Evento                   | Oro                                                           | Plata                                                         | Bronce                                                                   |
| ------------------------ | ------------------------------------------------------------- | ------------------------------------------------------------- | ------------------------------------------------------------------------ |
| 5 km velocidad (23.02)   | Sanna Grønlid · Noruega · 21:58,9                             | Kaija Parve URSS 22:03,7                                      | Venera Chernyshova URSS 22:52,3                                          |
| 10 km individual (21.02) | Kaija Parve URSS 43:21,4                                      | Sanna Grønlid · Noruega · 44:20,8                             | Eva Korpela · Suecia · 44:40,5                                           |
| Relevos 3 × 5 km (24.01) | URSS Venera Chernyshova Yelena Golovina Kaija Parve 1:23:43,7 | Noruega · Sanna Grønlid · Gry Østvik · Siv Bråten · 1:23:51,4 | Finlandia · Pirjo Mattila · Tuija Vuoksiala · Teija Nieminen · 1:24:00,0 |

## Medallero
| Núm. | País      | Oro | Plata | Bronce | Total |
| ---- | --------- | --- | ----- | ------ | ----- |
| 1    | URSS      | 4   | 1     | 1      | 6     |
| 2    | Noruega   | 1   | 3     | 0      | 4     |
| 3    | RDA       | 1   | 2     | 0      | 3     |
| 4    | Finlandia | 0   | 0     | 2      | 2     |
| 5    | RFA       | 0   | 0     | 1      | 1     |
| 5    | Italia    | 0   | 0     | 1      | 1     |
| 5    | Suecia    | 0   | 0     | 1      | 1     |
|      | TOTAL     | 6   | 6     | 6      | 18    |